# Gouvernement Amadou I
Pour les autres gouvernements de Hama Amadou, voir Gouvernement Hama Amadou.
Ve République
 Hama Amadou II
Le premier gouvernement Hama Amadou est le gouvernement de la République du Niger nommé le 5 janvier 2000. Il prendra fin le 17 septembre 2001.

## Composition
- Premier ministre : Hama Amadou

- Ministre de la santé publique : Assoumane Adamou
- Ministre du développement rural : Boukari Wassalké
- Ministre de l'équipement et des transports : Abdou Labo
- Ministre de l'environnement et de la lutte contre la désertification : Issoufou Assoumane
- Ministre des ressources en eau, porte-parole du gouvernement : Akoli Daouel
- Ministre du commerce et de l'industrie : Seyni Oumarou
- Ministre des finances : Ali Badjo Gamatié
- Ministre du développement social, de la population, de la promotion de la femme et protection de l'enfant : Nana Foumakoye Aïchatou
- Ministre de la promotion des petites et moyennes entreprises : Souley Hassane
- Ministre du tourisme et de l'artisanat : Rhissa Ag Boula
- Ministre de l'intérieur et aménagement du territoire : Mahamane Manzo
- Ministre des affaires étrangères, de la coopération et de l'intégration africaine : Nassirou Sabo
- Ministre de la défense nationale : Sabiou Dadi Gaoh
- Ministre du plan : Maliki Barhoumi
- Ministre de la justice, chargé des relations avec le parlement : Ali Sirfi Maïga
- Ministre de l'éducation nationale : Ari Ibrahim
- Ministre de la communication : Amadou Elhadji Salifou
- Ministre de l'enseignement supérieur, de la recherche et de la technologie : Amadou Laoual
- Ministre du travail et de la modernisation de l'administration : Mireille Ausseil
- Ministre de la jeunesse, des sports et culture : Issa Lamine
- Ministre de la privatisation et de la restructuration des entreprises : Alma Oumarou
- Ministre des mines et de l'énergie : Yahaya Baaré
- Ministre des ressources animales : Koroney Maoudé.